# Schloss Eckartsau
Schloss Eckartsau är ett slott i Österrike.   Det ligger i distriktet Gänserndorf och förbundslandet Niederösterreich, i den östra delen av landet, 30 km öster om huvudstaden Wien. Schloss Eckartsau ligger 151 meter över havet.
Terrängen runt Schloss Eckartsau är platt. Närmaste större samhälle är Hainburg an der Donau, 11,2 km öster om Schloss Eckartsau. 
Trakten runt Schloss Eckartsau består till största delen av jordbruksmark. Runt Schloss Eckartsau är det ganska tätbefolkat, med 72 invånare per kvadratkilometer.